# In Full Cry
In Full Cry er en britisk stumfilm fra 1921 af Einar Bruun.

## Medvirkende
- Gregory Scott som Blaise Palhurston
- Pauline Peters som Pollie Hills
- Cecil Mannering som Bob Foster
- Philip Hewland som Frank C. Baynes
- Charles Tilson-Chowne som John Shapcott
- Stewart Rome